# Tania Dutel
Tania Dutel née le 5 juin 1989 à Villefranche-sur-Saône, est une humoriste française.

## Biographie
Elle a été élevée un père agent de maîtrise puis cadre à France Télécom et une mère au foyer qui s'occupait d'elle, de ses deux frères et de sa soeur. 
Elle commence le stand-up en arrivant à Paris à 19 ans. Elle entame alors un BTS d'audiovisuel et des cours d'écriture sous la direction de Véronique Mucret-Rouveyrollis.
Son premier seule en scène a lieu en 2014 au café Paname à Paris sous le nom de Qui êtes-vous et que faites-vous dans ma chambre ?
En 2017, elle participe au Festival du rire de Montreux avec un sketch surnommé Séance chez l'esthéticienne qui rencontre un franc succès sur Youtube. Avec trois autres Français, elle est diffusée sur Netflix dans la série Humoristes du monde durant l'épisode 23 intégralement consacré à elle et à son humour. Elle avouera plus tard ne pas avoir beaucoup apprécié l'expérience du fait d'un stress et d'un travail sous pression.[réf. nécessaire]
En février 2022, elle participe au podcast Les Gens qui doutent de Fanny Ruwet. En septembre de la même année, elle intègre l'émission Zoom zoom zen de Matthieu Noël sur France Inter où elle intervient dans une chronique humour hebdomadaire surnommée « Moi c'que j'en dis ». Puis elle commence la tournée de son spectacle Les Autres,. 
De son propre aveu, elle est fréquemment décrite comme pratiquant un humour « cash ». Celui-ci reprend massivement certaines de ses expériences personnelles, de l'autodérision et des aperçus de son intimité. Elle pratique un humour engagé et féministe,. Tania Dutel démarre son nouveau spectacle En Rodage à compter d'octobre 2024 au théâtre parisien La Scala,,,. 
En mai 2024, elle annonce sur Instagram avoir porté plainte pour viol contre l'humoriste Seb Mellia. Son dépôt de plainte date du 11 avril,.

## Télévision
- 2024 : Montreux – Le Gala de Fadily Camara[16]
- 2024 : Spectacle les Autres – Comédienne autrice et réalisatrice - CANAL +[17]
- 2023 : TEVA Comedy Show – Présentatrice – TEVA[18]
- 2022 : Late Show d’Alain Chabat – Stand up – TF1[19]
- 2022 : Montreux – Le Gala de Jason Brokerss – CANAL +[20]
- 2022 : FIER.E.S  - Festival d’humour de Paris présenté par Marine Baousson[21]
- 2021 : Montreux – Le Gala de Guillermo Guiz et Jérémy Credeville[22]
- 2021 : Barbès Comedy Tour – Présentatrice – COMÉDIE +[23]
- 2020 : Soixante présenté par Kyan Khojandi - CANAL +
- 2019 : Poulpe fait Crac Crac - CANAL +[24]
- 2019 : Montreux – Le Gala des 30 ans présenté par Artus - CANAL +[25]
- 2019 : Gala présenté par Kev Adams enregistré à Québec – TV Québécoise + M6
- 2019 : Soixante – Kyan Khojandi - CANAL +
- 2018 : Derrière un micro à Montréal présenté par Kyan Khojandi - CANAL +[26]
- 2018 : Humoristes du Monde - NETFLIX[27]
- 2018 : Montreux – Le Gala de Fary & Thomas Wiesel - COMÉDIE +[28]